# NGC 3258
NGC 3258 (другие обозначения — ESO 375-37, MCG -6-23-32, PGC 30859) — эллиптическая галактика (E1) в созвездии Насос.
Этот объект входит в число перечисленных в оригинальной редакции «Нового общего каталога».
В галактике вспыхнула сверхновая SN 2010hx типа Ia, её пиковая видимая звездная величина составила 15,3.
Галактика NGC 3258 входит в состав группы галактик NGC 3223. Помимо NGC 3258 в группу также входят ещё 16 галактик.